# Тернер-Веллі
Тернер-Веллі (англ. Turner Valley) — містечко в Канаді, у провінції Альберта, у складі муніципального району Футгіллс.

## Населення
За даними перепису 2016 року, містечко нараховувало 2559 осіб, показавши зростання на 18,1%, порівняно з 2011-м роком. Середня густота населення становила 442,1 осіб/км².
З офіційних мов обома одночасно володіли 130 жителів, тільки англійською — 2 425. Усього 90 осіб вважали рідною мовою ні одну з офіційних, з них 5 — українську.
Працездатне населення становило 1 370 осіб (68% усього населення), рівень безробіття — 9,1% (11,2% серед чоловіків та 6,9% серед жінок). 84,3% осіб були найманими працівниками, а 13,5% — самозайнятими.
Середній дохід на особу становив $53 329 (медіана $39 509), при цьому для чоловіків — $69 057, а для жінок $37 121 (медіани — $55 808 та $28 544 відповідно).
31% мешканців мали закінчену шкільну освіту, не мали закінченої шкільної освіти — 18,4%, 50,6% мали післяшкільну освіту, з яких 24,5% мали диплом бакалавра, або вищий, 10 осіб мали вчений ступінь.
| Статево-вікова структура населення | Статево-вікова структура населення | Статево-вікова структура населення | Статево-вікова структура населення | Статево-вікова структура населення |
| ---------------------------------- | ---------------------------------- | ---------------------------------- | ---------------------------------- | ---------------------------------- |
|                                    |                                    |                                    |                                    |                                    |
| Всього                             | Всього                             | 50,3%49,7%                         |                                    |                                    |
| 0 — 14 років                       | 0 — 14 років                       |                                    | 20,5%                              | 20,5%                              |
| 15 — 64 років                      | 15 — 64 років                      |                                    | 62,7%                              | 62,7%                              |
| 65 і більше                        | 65 і більше                        |                                    | 16,8%                              | 16,8%                              |
| 85 і більше                        | 85 і більше                        |                                    | 0,8%                               | 0,8%                               |
| Середній вік (років)               | Середній вік (років)               | 40,040,8                           | 40,4                               | 40,4                               |
| Медіана (років)                    | Медіана (років)                    | 40,842,0                           | 41,5                               | 41,5                               |
| — чоловіки — жінки                 |                                    |                                    |                                    |                                    |

| Походження мешканців:     | Походження мешканців:     | Походження мешканців: | Походження мешканців: | Походження мешканців: |
| ------------------------- | ------------------------- | --------------------- | --------------------- | --------------------- |
| Походження                |                           |                       | осіб                  | %                     |
| Корінні американці        | Корінні американці        |                       | 230                   | 8.99%                 |
| Інше північноамериканське | Інше північноамериканське |                       | 725                   | 28.33%                |
| Європейське               | Європейське               |                       | 2 145                 | 83.82%                |
| британське                | британське                |                       | 1 515                 | 59.2%                 |
| французьке                | французьке                |                       | 320                   | 12.5%                 |
| українське                | українське                |                       | 185                   | 7.23%                 |
| Латинськоамериканське     | Латинськоамериканське     |                       | 10                    | 0.39%                 |
| Африканське               | Африканське               |                       | 15                    | 0.59%                 |
| Азійське                  | Азійське                  |                       | 50                    | 1.95%                 |
| Океанійське               | Океанійське               |                       | 10                    | 0.39%                 |

| Зайнятість населення за галузями (за класифікацією NOC): | Зайнятість населення за галузями (за класифікацією NOC): | Зайнятість населення за галузями (за класифікацією NOC): | Зайнятість населення за галузями (за класифікацією NOC): | Зайнятість населення за галузями (за класифікацією NOC): |
| -------------------------------------------------------- | -------------------------------------------------------- | -------------------------------------------------------- | -------------------------------------------------------- | -------------------------------------------------------- |
|                                                          |                                                          |                                                          |                                                          |                                                          |
| Управління                                               | Управління                                               |                                                          | 11,9%                                                    | 11,9%                                                    |
| Бізнес, фінанси та адміністрування                       | Бізнес, фінанси та адміністрування                       |                                                          | 13,1%                                                    | 13,1%                                                    |
| Природничі та прикладні науки                            | Природничі та прикладні науки                            |                                                          | 6,3%                                                     | 6,3%                                                     |
| Охорона здоров'я                                         | Охорона здоров'я                                         |                                                          | 6%                                                       | 6%                                                       |
| Освіта, правозахист, муніципальні та урядові служби      | Освіта, правозахист, муніципальні та урядові служби      |                                                          | 9,7%                                                     | 9,7%                                                     |
| Мистецтво, культура, відпочинок та спорт                 | Мистецтво, культура, відпочинок та спорт                 |                                                          | 2,2%                                                     | 2,2%                                                     |
| Роздрібна торгівля та послуги                            | Роздрібна торгівля та послуги                            |                                                          | 21,6%                                                    | 21,6%                                                    |
| Гуртова торгівля, транспорт та обладнання                | Гуртова торгівля, транспорт та обладнання                |                                                          | 22,4%                                                    | 22,4%                                                    |
| Природні ресурси, сільське господарство                  | Природні ресурси, сільське господарство                  |                                                          | 4,9%                                                     | 4,9%                                                     |
| Виробництво                                              | Виробництво                                              |                                                          | 2,2%                                                     | 2,2%                                                     |

## Клімат
Середня річна температура становить 3,2°C, середня максимальна – 20,8°C, а середня мінімальна – -16,8°C. Середня річна кількість опадів – 501 мм.
| Клімат поселення                              | Клімат поселення | Клімат поселення | Клімат поселення | Клімат поселення | Клімат поселення | Клімат поселення | Клімат поселення | Клімат поселення | Клімат поселення | Клімат поселення | Клімат поселення | Клімат поселення | Клімат поселення |
| Показник                                      | Січ.             | Лют.             | Бер.             | Квіт.            | Трав.            | Черв.            | Лип.             | Серп.            | Вер.             | Жовт.            | Лист.            | Груд.            |                  |
| Середній максимум, °C                         | −3,32            | −0,27            | 4,23             | 10,05            | 15,25            | 19,03            | 20,78            | 20,70            | 15,69            | 10,48            | 2,69             | −2,29            |                  |
| Середня температура, °C                       | −10,04           | −7               | −2,49            | 3,32             | 8,51             | 12,30            | 15,00            | 14,91            | 9,91             | 4,68             | −3,1             | −8,09            |                  |
| Середній мінімум, °C                          | −16,76           | −13,71           | −9,22            | −3,42            | 1,78             | 5,58             | 9,22             | 9,13             | 4,13             | −1,1             | −8,88            | −13,87           |                  |
| Норма опадів, мм                              | 19               | 18               | 28               | 39               | 63               | 97               | 61               | 60               | 54               | 24               | 19               | 19               |                  |
| Середньомісячна швидкість вітру, м/с          | 3.80             | 3.48             | 3.82             | 3.87             | 3.80             | 3.60             | 3.20             | 3.02             | 3.31             | 3.64             | 3.80             | 3.67             |                  |
| Середньомісячна сонячна радіація, кДж/м²·день | 4075             | 7621             | 12619            | 16939            | 20403            | 21695            | 23090            | 19714            | 13870            | 8317             | 4342             | 3188             |                  |
| --------------------------------------------- | ---------------- | ---------------- | ---------------- | ---------------- | ---------------- | ---------------- | ---------------- | ---------------- | ---------------- | ---------------- | ---------------- | ---------------- | ---------------- |
| Джерело:                                      |                  |                  |                  |                  |                  |                  |                  |                  |                  |                  |                  |                  |                  |

## Галерея

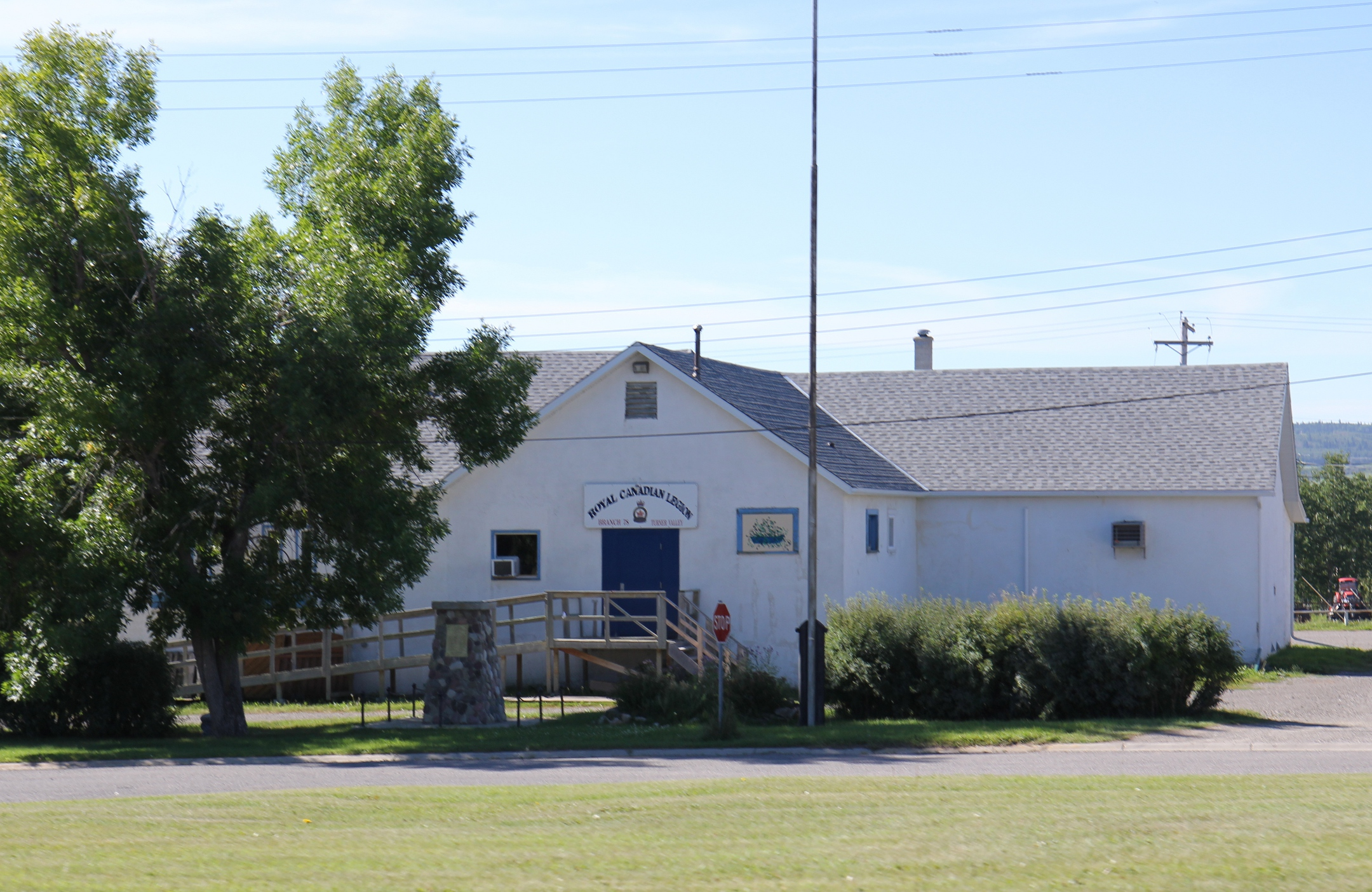
Будівля Королівського канадського легіону
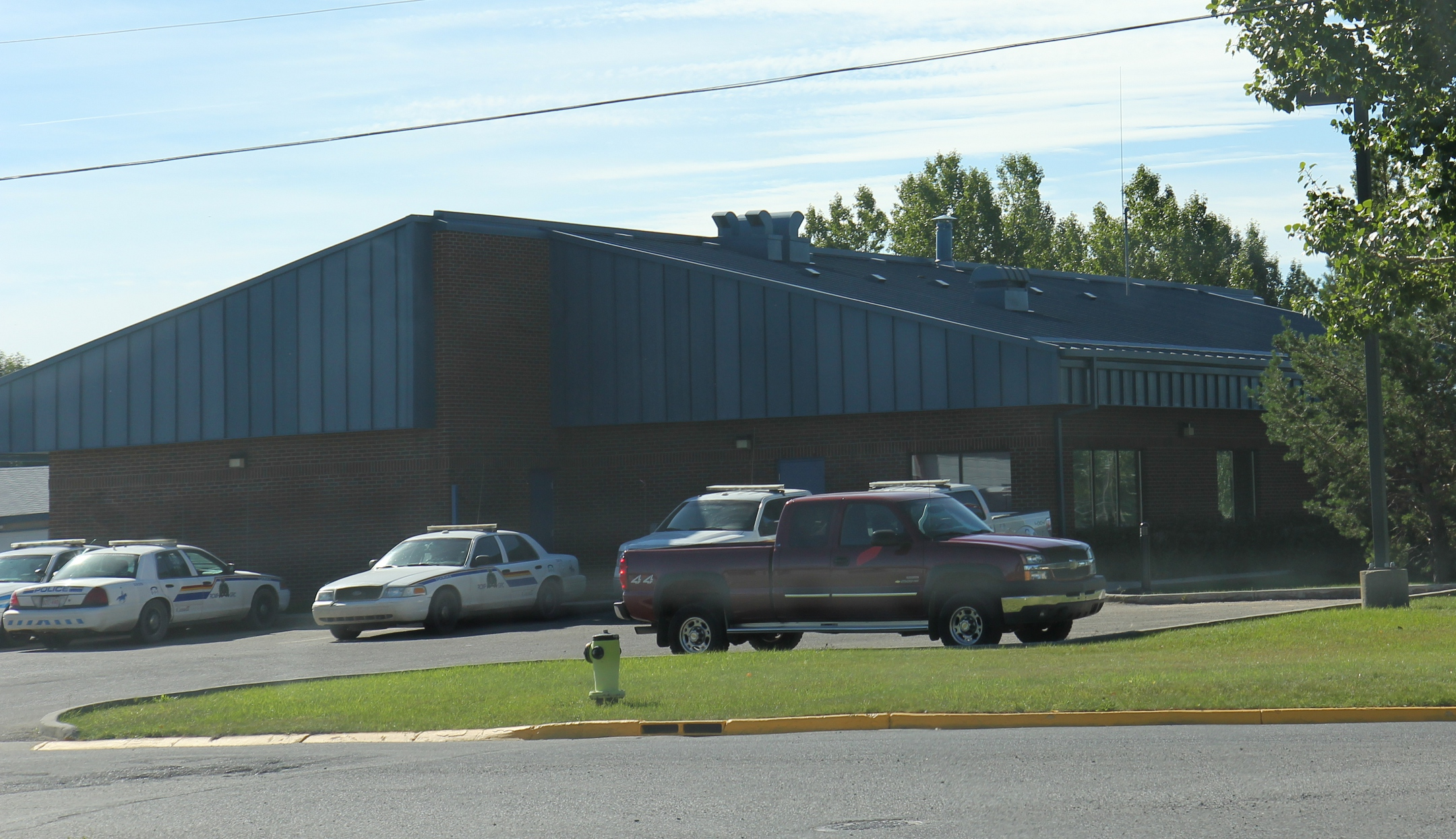
Поліцейський відділ
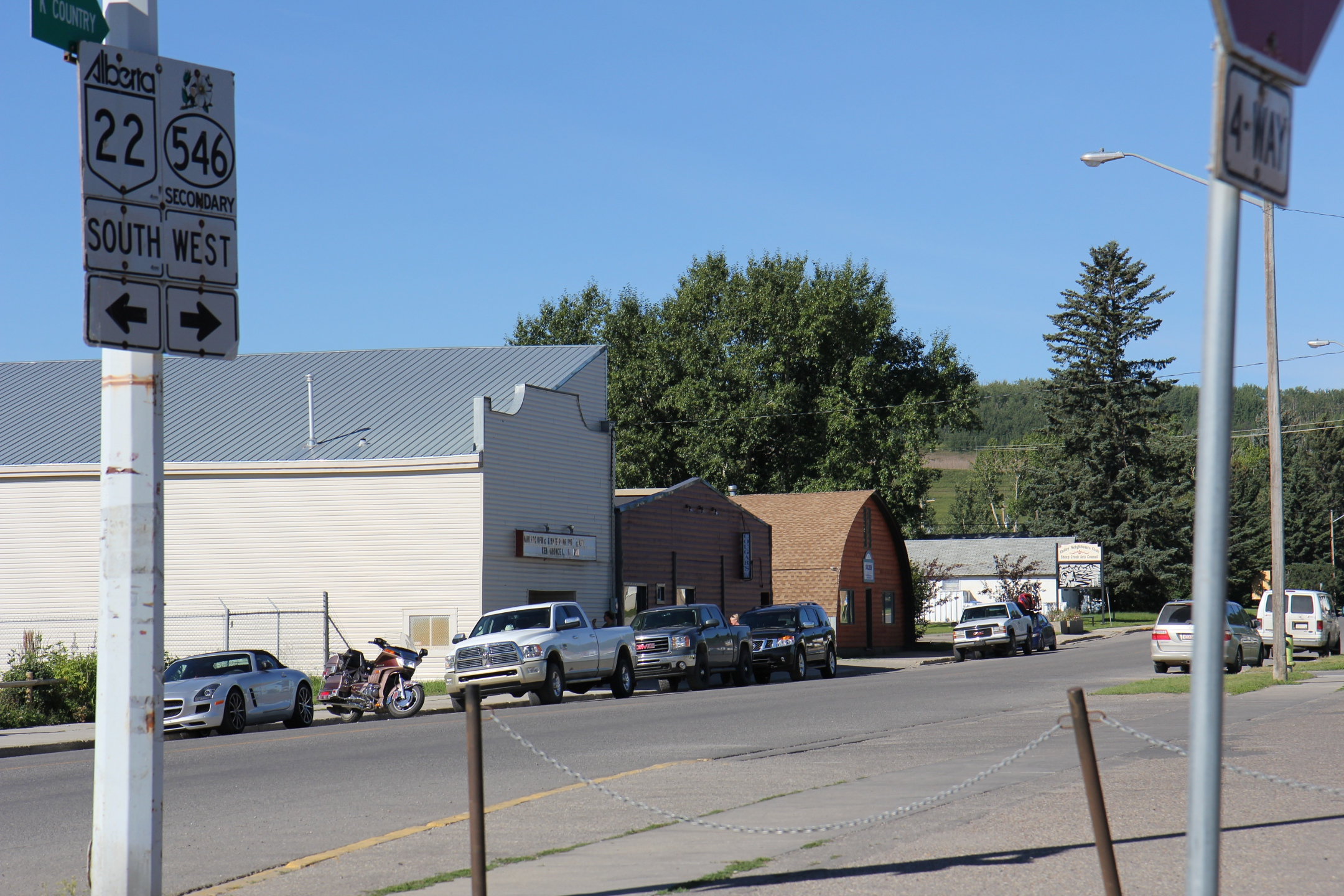
На заході містечка